# Polycentropus mazdacus
Polycentropus mazdacus là một loài Trichoptera trong họ Polycentropodidae. Chúng phân bố ở miền Cổ bắc.